# Richard Brandt
Richard Booker Brandt, född 17 oktober 1910, död 10 september 1997, var en amerikansk filosof och anhängare av utilitarismen.
Den största delen av sin karriär tillbringade Brandt vid University of Michigan, där han var kollega med bland andra Charles Stevenson och William Frankena. Moralfilosofen Allan Gibbard har i hög grad ansett sig vara intellektuellt påverkad av Brandt.